# 群像新人文学賞
群像新人文学賞（ぐんぞうしんじんぶんがくしょう）は、講談社が刊行する文芸誌『群像』が、1958年に創設した純文学の公募新人文学賞。締め切りは10月31日（当日消印有効）。
純文学系の公募している新人賞には他に、文學界新人賞、新潮新人賞、すばる文学賞、文藝賞、太宰治賞などがある。『群像』主催の賞には他に、群像新人長篇小説賞がある。
2014年までは、小説部門と評論部門の2部門に分かれていたが、2015年からは、小説のみが選考対象となり、評論部門は本賞から独立し、群像新人評論賞と名を変えて新たにスタートした。群像新人評論賞についても、本項で記述する。

## 応募規定
- 年1回発表。
- 小説部門は400字詰原稿用紙で70枚以上250枚以内。
- 受賞者には正賞として 50 万円（優秀作25万円）が授与され、受賞作は選評と合わせて『群像』6月号に掲載される。

### 過去の応募規定
- 枚数
  - 第1回から第6回まで、小説部門は400枚詰め原稿用紙に換算して100枚以内、評論は50枚以内。
  - 第7回から第10回まで、小説部門は400枚詰め原稿用紙に換算して50枚前後（長くても100枚以内）、評論は100枚以内。
  - 第11回から第46回まで、小説部門は400枚詰め原稿用紙に換算して250枚以内、評論は100枚以内。
  - 第47回以降は現在と同じ。
- 賞金
  - 第1回から第2回まで、小説部門は10万円、評論部門は5万円。
  - 第3回から第21回まで、両部門ともに10万円。
  - 第22回から第23回まで、両部門ともに15万円。
  - 第24回から、両部門共に30万円
  - 第35回から、両部門共に50万円
  - 第9回は両部門の受賞者に副賞として「エンサイクロペディア・アメリカーナ（1965年版・全30巻）」が授与された。
- 同人雑誌発表作の扱い
  - 第1回から第6回まで、応募締め切りの1年以内に同人雑誌に発表された作品も投稿可能だった。
  - 第7回以降、同人雑誌発表作は投稿不可能となった。
- 選評の掲載形式
  - 第1回から第6回までは選考座談会が掲載された。
  - 第7回以降は各選考委員の選評が掲載されている。
  - この形式変更は大岡昇平が師匠格の小林秀雄に真似て速記を直す、なんてことに平野謙がクレームつけたため。

## 受賞作一覧

### 小説部門

#### 第1回から第10回
| 回（年）           | 応募総数 | 賞         | 受賞者     | 受賞作         |
| ------------------ | -------- | ---------- | ---------- | -------------- |
| 第1回（1958年度）  | 846編    | 当選作なし | 当選作なし | 当選作なし     |
| 第2回（1959年度）  | 863編    | 当選作なし | 当選作なし | 当選作なし     |
| 第3回（1960年度）  | 875編    | 当選作     | 古賀珠子   | 「魔笛」       |
| 第4回（1961年度）  | 881編    | 当選作なし | 当選作なし | 当選作なし     |
| 第4回（1961年度）  | 881編    | 最優秀作   | 上田三四二 | 「逆縁」       |
| 第5回（1962年度）  | 897編    | 当選作     | 西原啓     | 「日蝕」       |
| 第6回（1963年度）  | 722編    | 当選作     | 文沢隆一   | 「重い車」     |
| 第7回（1964年度）  | 853編    | 当選作     | 三好三千子 | 「どくだみ」   |
| 第8回（1965年度）  | 821編    | 当選作     | 黒部亨     | 「砂の関係」   |
| 第9回（1966年度）  | 802編    | 当選作なし | 当選作なし | 当選作なし     |
| 第9回（1966年度）  | 802編    | 最優秀作   | 畑山博     | 「一坪の大陸」 |
| 第10回（1967年度） | 725編    | 当選作     | 近藤弘俊   | 「骨」         |

#### 第11回から第20回
| 回（年）           | 応募総数 | 賞         | 受賞者     | 受賞作                       | 備考             |
| ------------------ | -------- | ---------- | ---------- | ---------------------------- | ---------------- |
| 第11回（1968年度） | 514編    | 当選作     | 大庭みな子 | 「三匹の蟹」                 | 第59回芥川賞受賞 |
| 第11回（1968年度） | 514編    | 優秀作     | 深井富子   | 「ドン・ペドロ二世ホテル」   |                  |
| 第12回（1969年度） | 596編    | 当選作     | 李恢成     | 「またふたたびの道」         |                  |
| 第13回（1970年度） | 507編    | 当選作     | 勝木康介   | 「出発の周辺」               |                  |
| 第14回（1971年度） | 524編    | 当選作     | 小林美代子 | 「髪の花」                   |                  |
| 第14回（1971年度） | 524編    | 当選作     | 広川禎孝   | 「チョーク」                 |                  |
| 第15回（1972年度） | 538編    | 当選作なし | 当選作なし | 当選作なし                   |                  |
| 第16回（1973年度） | 543編    | 当選作なし | 当選作なし | 当選作なし                   |                  |
| 第17回（1974年度） | 523編    | 当選作     | 飯田章     | 「迪子とその夫」             |                  |
| 第17回（1974年度） | 523編    | 当選作     | 高橋三千綱 | 「退屈しのぎ」               |                  |
| 第17回（1974年度） | 523編    | 当選作     | 森本等     | 「或る回復」                 |                  |
| 第18回（1975年度） | 591編    | 当選作     | 林京子     | 「祭りの場」                 | 第73回芥川賞受賞 |
| 第18回（1975年度） | 591編    | 優秀作     | 小松紀夫   | 「隠された声」               |                  |
| 第19回（1976年度） | 664編    | 当選作     | 村上龍     | 「限りなく透明に近いブルー」 | 第75回芥川賞受賞 |
| 第19回（1976年度） | 664編    | 優秀作     | 海野碧     | 「海の幸」                   |                  |
| 第20回（1977年度） | 803編    | 当選作なし | 当選作なし | 当選作なし                   |                  |
| 第20回（1977年度） | 803編    | 優秀作     | 山川健一   | 「鏡の中のガラスの船」       |                  |
| 第20回（1977年度） | 803編    | 優秀作     | 倉内保子   | 「とても自然な、怯え方」     |                  |

#### 第21回から第30回
| 回（年）           | 応募総数 | 賞         | 受賞者     | 受賞作                            |
| ------------------ | -------- | ---------- | ---------- | --------------------------------- |
| 第21回（1978年度） | 1024編   | 当選作     | 小幡亮介   | 「永遠に一日」                    |
| 第21回（1978年度） | 1024編   | 当選作     | 中沢けい   | 「海を感じる時」                  |
| 第22回（1979年度） | 1148編   | 当選作     | 村上春樹   | 「風の歌を聴け」                  |
| 第23回（1980年度） | 1288編   | 当選作     | 長谷川卓   | 「昼と夜」                        |
| 第24回（1981年度） | 1278編   | 当選作     | 笙野頼子   | 「極楽」                          |
| 第25回（1982年度） | 1262編   | 当選作なし | 当選作なし | 当選作なし                        |
| 第25回（1982年度） | 1262編   | 優秀作     | 池田基津夫 | 「うさぎ」                        |
| 第26回（1983年度） | 1248編   | 当選作     | 伊井直行   | 「草のかんむり」                  |
| 第27回（1984年度） | 1276編   | 当選作     | 華城文子   | 「ダミアンズ、私の獲物」          |
| 第28回（1985年度） | 1174編   | 当選作     | 李起昇     | 「ゼロはん」                      |
| 第28回（1985年度） | 1174編   | 優秀作     | 吉目木晴彦 | 「ジパング」                      |
| 第29回（1986年度） | 1208編   | 当選作     | 新井千裕   | 「復活祭のためのレクイエム」      |
| 第30回（1987年度） | 1286編   | 当選作     | 下井葉子   | 「あなたについて わたしについて」 |
| 第30回（1987年度） | 1286編   | 当選作     | 鈴木隆之   | 「ポートレイト・イン・ナンバー」  |

#### 第31回から第40回
| 回（年）           | 応募総数 | 賞         | 受賞者     | 受賞作                           |
| ------------------ | -------- | ---------- | ---------- | -------------------------------- |
| 第31回（1988年度） | 1594編   | 当選作     | 石田郁男   | 「アルチュール・エリソンの素描」 |
| 第32回（1989年度） | 1492編   | 当選作なし | 当選作なし | 当選作なし                       |
| 第32回（1989年度） | 1492編   | 優秀作     | 上原秀樹   | 「走る男」                       |
| 第33回（1990年度） | 1622編   | 当選作     | 高野亘     | 「コンビニエンス ロゴス」        |
| 第34回（1991年度） | 1497編   | 当選作     | 多和田葉子 | 「かかとを失くして」             |
| 第35回（1992年度） | 1613編   | 当選作なし | 当選作なし | 当選作なし                       |
| 第35回（1992年度） | 1613編   | 優秀作     | 中野勝     | 「鳩を食う」                     |
| 第36回（1993年度） | 1337編   | 当選作なし | 当選作なし | 当選作なし                       |
| 第36回（1993年度） | 1337編   | 優秀作     | 足立浩二   | 「暗い森を抜けるための方法」     |
| 第36回（1993年度） | 1337編   | 優秀作     | 木地雅映子 | 「氷の海のガレオン」             |
| 第37回（1994年度） | 1890編   | 当選作     | 阿部和重   | 「アメリカの夜」                 |
| 第38回（1995年度） | 2050編   | 当選作なし | 当選作なし | 当選作なし                       |
| 第38回（1995年度） | 2050編   | 優秀作     | 団野文丈   | 「離人たち」                     |
| 第38回（1995年度） | 2050編   | 優秀作     | 萩山綾音   | 「影をめくるとき」               |
| 第39回（1996年度） | 1754編   | 当選作     | 鈴木景子   | 「やさしい光」                   |
| 第39回（1996年度） | 1754編   | 優秀作     | 堂垣園江   | 「足下の土」                     |
| 第40回（1997年度） | 1383編   | 当選作     | 岡崎祥久   | 「秒速10センチの越冬」           |

#### 第41回から第50回
| 回（年）           | 応募総数 | 賞         | 受賞者       | 受賞作                         | 備考              |
| ------------------ | -------- | ---------- | ------------ | ------------------------------ | ----------------- |
| 第41回（1998年度） | 1762編   | 当選作なし | 当選作なし   | 当選作なし                     |                   |
| 第41回（1998年度） | 1762編   | 優秀作     | 長田司       | 「水のはじまり」               |                   |
| 第42回（1999年度） | 1694編   | 当選作なし | 当選作なし   | 当選作なし                     |                   |
| 第43回（2000年度） | 1336編   | 当選作     | 横田創       | 「（世界記録）」               |                   |
| 第43回（2000年度） | 1336編   | 優秀作     | 中井佑治     | 「フリースタイルのいろんな話」 |                   |
| 第44回（2001年度） | 1328編   | 当選作     | 萩原亨       | 「蚤の心臓ファンクラブ」       |                   |
| 第44回（2001年度） | 1328編   | 優秀作     | 島本理生     | 「シルエット」                 |                   |
| 第45回（2002年度） | 1560編   | 当選作     | 早川大介     | 「ジャイロ！」                 |                   |
| 第45回（2002年度） | 1560編   | 当選作     | 寺村朋輝     | 「死せる魂の幻想」             |                   |
| 第46回（2003年度） | 1284編   | 当選作     | 森健         | 「火薬と愛の星」               |                   |
| 第46回（2003年度） | 1284編   | 優秀作     | 村田沙耶香   | 「授乳」                       |                   |
| 第46回（2003年度） | 1284編   | 優秀作     | 脇坂綾       | 「鼠と肋骨」                   |                   |
| 第47回（2004年度） | 1771編   | 当選作     | 十文字実香   | 「狐寝入夢虜」                 |                   |
| 第47回（2004年度） | 1771編   | 優秀作     | 佐藤憲胤     | 「サージウスの死神」           |                   |
| 第48回（2005年度） | 1681編   | 当選作     | 樋口直哉     | 「さよなら アメリカ」          | 第133回芥川賞候補 |
| 第48回（2005年度） | 1681編   | 優秀作     | 望月あんね   | 「グルメな女と優しい男」       |                   |
| 第49回（2006年度） | 1823編   | 当選作     | 木下古栗     | 「無限のしもべ」               |                   |
| 第49回（2006年度） | 1823編   | 当選作     | 朝比奈あすか | 「憂鬱なハスビーン」           |                   |
| 第49回（2006年度） | 1823編   | 優秀作     | 深津望       | 「煙幕」                       |                   |
| 第50回（2007年度） | 1889編   | 当選作     | 諏訪哲史     | 「アサッテの人」               | 第137回芥川賞受賞 |
| 第50回（2007年度） | 1889編   | 優秀作     | 広小路尚祈   | 「だだだな町、ぐぐぐなおれ」   |                   |

#### 第51回から第60回
| 回（年）           | 応募総数 | 賞         | 受賞者     | 受賞作                             | 備考              |
| ------------------ | -------- | ---------- | ---------- | ---------------------------------- | ----------------- |
| 第51回（2008年度） | 2062編   | 当選作     | 松尾依子   | 「子守唄しか聞こえない」           |                   |
| 第52回（2009年度） | 1994編   | 当選作     | 丸岡大介   | 「カメレオン狂のための戦争学習帳」 |                   |
| 第53回（2010年度） | 1884編   | 当選作     | 淺川継太   | 「朝が止まる」                     |                   |
| 第53回（2010年度） | 1884編   | 当選作     | 野水陽介   | 「後悔さきにたたず」               |                   |
| 第54回（2011年度） | 1721編   | 当選作     | 中納直子   | 「美しい私の顔」                   |                   |
| 第55回（2012年度） | 1618編   | 当選作     | 岡本学     | 「架空列車」                       |                   |
| 第55回（2012年度） | 1618編   | 優秀作     | 片瀬チヲル | 「泡をたたき割る人魚は」           |                   |
| 第55回（2012年度） | 1618編   | 優秀作     | 藤崎和男   | 「グッバイ、こおろぎ君。」         |                   |
| 第56回（2013年度） | 1851編   | 当選作     | 波多野陸   | 「鶏が鳴く」                       |                   |
| 第57回（2014年度） | 1746編   | 当選作     | 横山悠太   | 「吾輩ハ猫ニナル」                 | 第151回芥川賞候補 |
| 第58回（2015年度） | 1762編   | 当選作     | 乗代雄介   | 「十七八より」                     |                   |
| 第59回（2016年度） | 1864編   | 当選作     | 崔実       | 「ジニのパズル」                   | 第155回芥川賞候補 |
| 第60回（2017年度） | 2016編   | 当選作なし | 当選作なし | 当選作なし                         |                   |
| 第60回（2017年度） | 2016編   | 優秀作     | 上原智美   | 「天袋」                           |                   |
| 第60回（2017年度） | 2016編   | 優秀作     | 李琴峰     | 「独舞」                           |                   |

#### 第61回から第70回
| 回（年）           | 応募総数 | 賞         | 受賞者     | 受賞作                       | 備考              |
| ------------------ | -------- | ---------- | ---------- | ---------------------------- | ----------------- |
| 第61回（2018年度） | 2003編   | 当選作     | 北条裕子   | 「美しい顔」                 | 第159回芥川賞候補 |
| 第62回（2019年度） | 2238編   | 当選作     | 石倉真帆   | 「そこどけあほが通るさかい」 |                   |
| 第63回（2020年度） | 2287編   | 当選作なし | 当選作なし | 当選作なし                   |                   |
| 第63回（2020年度） | 2287編   | 優秀作     | 湯浅真尋   | 「四月の岸辺」               |                   |
| 第64回（2021年度） | 2291編   | 当選作     | 石沢麻依   | 「貝に続く場所にて」         | 第165回芥川賞受賞 |
| 第64回（2021年度） | 2291編   | 当選作     | 島口大樹   | 「鳥がぼくらは祈り、」       |                   |
| 第64回（2021年度） | 2291編   | 優秀作     | 松永K三蔵  | 「カメオ」                   |                   |
| 第65回（2022年度） | 2072編   | 当選作     | 小砂川チト | 「家庭用安心坑夫」           | 第167回芥川賞候補 |
| 第65回（2022年度） | 2072編   | 当選作     | 平沢逸     | 「点滅するものの革命」       |                   |
| 第66回（2023年度） | 1986編   | 当選作     | 村雲菜月   | 「もぬけの考察」             |                   |
| 第66回（2023年度） | 1986編   | 当選作     | 夢野寧子   | 「ジューンドロップ」         |                   |
| 第67回（2024年度） | 2030編   | 当選作     | 豊永浩平   | 「月ぬ走いや、馬ぬ走い」     |                   |
| 第67回（2024年度） | 2030編   | 優秀作     | 白鳥一     | 「遠くから来ました」         |                   |
| 第68回（2025年度） | 2019編   | 当選作     | 綾木朱美   | 「アザミ」                   |                   |
| 第68回（2025年度） | 2019編   | 当選作     | 駒田隼也   | 「鳥の夢の場合」             | 第173回芥川賞候補 |

### 評論部門

#### 第1回から第10回
| 回（年）           | 応募総数 | 賞         | 受賞者     | 受賞作                                     |
| ------------------ | -------- | ---------- | ---------- | ------------------------------------------ |
| 第1回（1958年度）  | 107編    | 当選作     | 足立康     | 「宝石の文学」                             |
| 第2回（1959年度）  | 112編    | 当選作     | 佐野金之助 | 「活力の造型――戦後世代の文学的課題」       |
| 第3回（1960年度）  | 122編    | 当選作     | 秋山駿     | 「小林秀雄」                               |
| 第4回（1961年度）  | 121編    | 当選作     | 上田三四二 | 「齋藤茂吉論」                             |
| 第5回（1962年度）  | 125編    | 当選作     | 小笠原克   | 「私小説論の成立をめぐって」               |
| 第6回（1963年度）  | 98編     | 当選作     | 月村敏行   | 「中野重治論序説――その詩集の意味するもの」 |
| 第7回（1964年度）  | 92編     | 当選作     | 松原新一   | 「亀井勝一郎論」                           |
| 第8回（1965年度）  | 83編     | 当選作     | 渡辺広士   | 「三島由紀夫と大江健三郎」                 |
| 第9回（1966年度）  | 71編     | 当選作なし | 当選作なし | 当選作なし                                 |
| 第9回（1966年度）  | 71編     | 最優秀作   | 曾根博義   | 「『伊藤整の方法』――肉体なき生活の思想」   |
| 第9回（1966年度）  | 71編     | 最優秀作   | 近藤功     | 「吉本隆明」                               |
| 第10回（1967年度） | 83編     | 当選作     | 宮内豊     | 「大岡昇平論」                             |
| 第10回（1967年度） | 83編     | 当選作     | 利沢行夫   | 「自己救済のイメージ――大江健三郎論」       |

#### 第11回から第20回
| 回（年）           | 応募総数 | 賞         | 受賞者     | 受賞作                                                      |
| ------------------ | -------- | ---------- | ---------- | ----------------------------------------------------------- |
| 第11回（1968年度） | 52編     | 当選作なし | 当選作なし | 当選作なし                                                  |
| 第11回（1968年度） | 52編     | 優秀作     | 小松万佐子 | 「『現代の神』を索めて」                                    |
| 第12回（1969年度） | 53編     | 当選作     | 柄谷行人   | 「〈意識〉と〈自然〉――漱石試論」                            |
| 第13回（1970年度） | 48編     | 当選作なし | 当選作なし | 当選作なし                                                  |
| 第14回（1971年度） | 55編     | 当選作なし | 当選作なし | 当選作なし                                                  |
| 第15回（1972年度） | 51編     | 当選作     | 西村亘     | 「ギリシア人の歎き ――悲劇に於ける宿命と自由との関係の考察」 |
| 第16回（1973年度） | 62編     | 当選作     | 本村敏雄   | 「傷痕と回帰――「月とかがり火」を中心に」                    |
| 第16回（1973年度） | 62編     | 優秀作     | 原口昭夫   | 「大江健三郎論 ――精神の位相というその顔立」                 |
| 第17回（1974年度） | 62編     | 当選作     | 勝又浩     | 「我を求めて ――中島敦による私小説論の試み」                 |
| 第18回（1975年度） | 82編     | 当選作なし | 当選作なし | 当選作なし                                                  |
| 第18回（1975年度） | 82編     | 優秀作     | 藤林靖晃   | 「文学に於ける自己と所有」                                  |
| 第19回（1976年度） | 73編     | 当選作なし | 当選作なし | 当選作なし                                                  |
| 第19回（1976年度） | 73編     | 優秀作     | 羽原譲     | 「蟻地獄の研究――平野謙論」                                  |
| 第20回（1977年度） | 95編     | 当選作     | 中島梓     | 「文学の輪郭」                                              |

#### 第21回から第30回
| 回（年）           | 応募総数 | 賞         | 受賞者     | 受賞作                                              |
| ------------------ | -------- | ---------- | ---------- | --------------------------------------------------- |
| 第21回（1978年度） | 108編    | 当選作なし | 当選作なし | 当選作なし                                          |
| 第22回（1979年度） | 115編    | 当選作なし | 当選作なし | 当選作なし                                          |
| 第22回（1979年度） | 115編    | 優秀作     | 宇野邦一   | 「文学の終末について」                              |
| 第22回（1979年度） | 115編    | 優秀作     | 富岡幸一郎 | 「意識の暗室――埴谷雄高と三島由紀夫」                |
| 第23回（1980年度） | 94編     | 当選作なし | 当選作なし | 当選作なし                                          |
| 第23回（1980年度） | 94編     | 優秀作     | 川村湊     | 「異様なるものをめぐって――徒然草論」                |
| 第24回（1981年度） | 93編     | 当選作     | 小林広一   | 「斎藤緑雨論」                                      |
| 第25回（1982年度） | 121編    | 当選作     | 加藤弘一   | 「コスモスの知慧」                                  |
| 第26回（1983年度） | 81編     | 当選作     | 井口時男   | 「物語の身体――中上健次論」                          |
| 第26回（1983年度） | 81編     | 当選作     | 千石英世   | 「ファルスの複層――小島信夫論」                      |
| 第27回（1984年度） | 116編    | 当選作なし | 当選作なし | 当選作なし                                          |
| 第27回（1984年度） | 116編    | 優秀作     | 松下千里   | 「生成する『非在』――古井由吉をめぐって」            |
| 第27回（1984年度） | 116編    | 優秀作     | 山内由紀人 | 「生きられた自我――高橋たか子論」                    |
| 第28回（1985年度） | 106編    | 当選作なし | 当選作なし | 当選作なし                                          |
| 第29回（1986年度） | 117編    | 当選作     | 清水良典   | 「記述の国家――谷崎潤一郎原論」                      |
| 第29回（1986年度） | 117編    | 優秀作     | 島弘之     | 「小林秀雄への共感的反逆 ――後発者柄谷行人の"場所"」 |
| 第30回（1987年度） | 106編    | 当選作     | 高橋勇夫   | 「帰属と彷徨――芥川龍之介論」                        |

#### 第31回から第40回
| 回（年）           | 応募総数 | 賞         | 受賞者     | 受賞作                                                                      |
| ------------------ | -------- | ---------- | ---------- | --------------------------------------------------------------------------- |
| 第31回（1988年度） | 98編     | 当選作     | 室井光広   | 「零の力――J.L.ボルヘスをめぐる断章」                                        |
| 第31回（1988年度） | 98編     | 優秀作     | 青海健     | 「三島由紀夫とニーチェ ――悲劇的文化とイロニー」                             |
| 第32回（1989年度） | 83編     | 当選作なし | 当選作なし | 当選作なし                                                                  |
| 第32回（1989年度） | 83編     | 優秀作     | 石川忠司   | 「修行者の言語――中原中也試論」                                              |
| 第33回（1990年度） | 115編    | 当選作     | 森孝雅     | 「『豊饒の海』あるいは夢の折り返し点」                                      |
| 第33回（1990年度） | 115編    | 優秀作     | 風丸良彦   | 「カーヴァーが死んだことなんてだあれも知らなかった ――極小主義者たちの午後」 |
| 第34回（1991年度） | 103編    | 当選作     | 渡辺諒     | 「異邦の友への手紙 ――ロラン・バルト『記号の帝国』再考」                     |
| 第34回（1991年度） | 103編    | 優秀作     | 佐飛通俊   | 「静かなるシステム」                                                        |
| 第35回（1992年度） | 109編    | 当選作     | 武田信明   | 「二つの「鏡地獄」 ――乱歩と牧野信一における複数の「私」」                   |
| 第35回（1992年度） | 109編    | 当選作     | 山城むつみ | 「小林批評のクリティカル・ポイント」                                        |
| 第36回（1993年度） | 98編     | 当選作     | 大杉重男   | 「『あらくれ』論」                                                          |
| 第37回（1994年度） | 88編     | 当選作     | 池田雄一   | 「原形式に抗して」                                                          |
| 第37回（1994年度） | 88編     | 当選作     | 紺野馨     | 「哀しき主――小林秀雄と歴史」                                                |
| 第38回（1995年度） | 127編    | 当選作なし | 当選作なし | 当選作なし                                                                  |
| 第39回（1996年度） | 112編    | 当選作なし | 当選作なし | 当選作なし                                                                  |
| 第39回（1996年度） | 112編    | 優秀作     | 川田宇一郎 | 「由美ちゃんとユミヨシさん ――庄司薫と村上春樹の「小さき母」」               |
| 第39回（1996年度） | 112編    | 優秀作     | 高原英理   | 「語りの事故現場」                                                          |
| 第40回（1997年度） | 93編     | 当選作     | 齋藤礎英   | 「逆説について」                                                            |
| 第40回（1997年度） | 93編     | 優秀作     | 丸川哲史   | 「『細雪』試論」                                                            |

#### 第41回から第50回
| 回（年）           | 応募総数 | 賞         | 受賞者     | 受賞作                                                    |
| ------------------ | -------- | ---------- | ---------- | --------------------------------------------------------- |
| 第41回（1998年度） | 120編    | 当選作     | 鎌田哲哉   | 「丸山真男論」                                            |
| 第41回（1998年度） | 120編    | 当選作     | 千葉一幹   | 「文学の位置――森鴎外試論」                                |
| 第41回（1998年度） | 120編    | 当選作     | 日比勝敏   | 「物語の外部・構造化の軌跡 ――武田泰淳論序説」             |
| 第42回（1999年度） | 116編    | 当選作なし | 当選作なし | 当選作なし                                                |
| 第42回（1999年度） | 116編    | 優秀作     | 山岡頼弘   | 「中原中也の「履歴」」                                    |
| 第42回（1999年度） | 116編    | 優秀作     | 水谷真人   | 「批評と文芸批評と」                                      |
| 第43回（2000年度） | 91編     | 当選作なし | 当選作なし | 当選作なし                                                |
| 第43回（2000年度） | 91編     | 優秀作     | 生田武志   | 「つぎ合わせの器は、 ナイフで切られた果物となりえるか？」 |
| 第44回（2001年度） | 93編     | 当選作     | 青木純一   | 「法の執行停止――森鴎外の歴史小説」                        |
| 第45回（2002年度） | 106編    | 当選作     | 伊藤氏貴   | 「他者の在処――芥川の言語論」                              |
| 第45回（2002年度） | 106編    | 優秀作     | 安藤礼二   | 「神々の闘争――折口信夫論」                                |
| 第46回（2003年度） | 80編     | 当選作     | 佐藤康智   | 「『奇跡』の一角」                                        |
| 第47回（2004年度） | 131編    | 当選作なし | 当選作なし | 当選作なし                                                |
| 第47回（2004年度） | 131編    | 優秀作     | 中井秀明   | 「変な気持」                                              |
| 第47回（2004年度） | 131編    | 優秀作     | 和田茂俊   | 「汽車に乗る中野重治」                                    |
| 第48回（2005年度） | 102編    | 当選作なし | 当選作なし | 当選作なし                                                |
| 第48回（2005年度） | 102編    | 優秀作     | 水牛健太郎 | 「過去 メタファー 中国 ――ある『アフターダーク』論」       |
| 第48回（2005年度） | 102編    | 優秀作     | 山田茂     | 「赤坂真理」                                              |
| 第49回（2006年度） | 103編    | 当選作なし | 当選作なし | 当選作なし                                                |
| 第49回（2006年度） | 103編    | 優秀作     | 田中弥生   | 「乖離する私――中村文則」                                  |
| 第50回（2007年度） | 119編    | 当選作なし | 当選作なし | 当選作なし                                                |
| 第50回（2007年度） | 119編    | 優秀作     | 岩月悟     | 「《無限》の地平の《彼方》へ ～チェーホフのリアリズム」   |
| 第50回（2007年度） | 119編    | 優秀作     | 橋本勝也   | 「具体的な指触り」                                        |

#### 第51回から第58回
| 回（年）           | 応募総数              | 賞                    | 受賞者                | 受賞作                                                          |
| ------------------ | --------------------- | --------------------- | --------------------- | --------------------------------------------------------------- |
| 第51回（2008年度） | 128編                 | 当選作                | 武田将明              | 「囲われない批評――東浩紀と中原昌也」                            |
| 第52回（2009年度） | 142編                 | 当選作                | 永岡杜人              | 「言語についての小説――リービ英雄論」                            |
| 第52回（2009年度） | 142編                 | 優秀作                | 伊東祐吏              | 「批評論事始」                                                  |
| 第53回（2010年度） | 152編                 | 当選作なし            | 当選作なし            | 当選作なし                                                      |
| 第53回（2010年度） | 152編                 | 優秀作                | 飯塚数人              | 「福田恆存 VS 武智鉄二 ――西洋か伝統か、それが問題だ！」         |
| 第54回（2011年度） | 129編                 | 当選作                | 彌榮浩樹              | 「1%の俳句――一挙性・露呈性・写生」                              |
| 第55回（2012年度） | 116編                 | 当選作なし            | 当選作なし            | 当選作なし                                                      |
| 第56回（2013年度） | 153編                 | 当選作なし            | 当選作なし            | 当選作なし                                                      |
| 第56回（2013年度） | 153編                 | 優秀作                | 木村友彦              | 「不可能性としての〈批評〉 ――批評家 中村光夫の位置」            |
| 第56回（2013年度） | 153編                 | 優秀作                | 多羽田敏夫            | 「〈普遍倫理〉を求めて ――吉本隆明「人間の『存在の倫理』」論註」 |
| 第57回（2014年度） | 132編                 | 当選作なし            | 当選作なし            | 当選作なし                                                      |
| 第57回（2014年度） | 132編                 | 優秀作                | 坂口周                | 「運動する写生――映画の時代の子規」                              |
| 第57回（2014年度） | 132編                 | 優秀作                | 矢野利裕              | 「自分ならざる者を精一杯に生きる――町田康論」                    |
| 第58回（2015年度） | ※群像新人評論賞へ移行 | ※群像新人評論賞へ移行 | ※群像新人評論賞へ移行 | ※群像新人評論賞へ移行                                           |

### 群像新人評論賞

#### 第59回から
| 回（年）           | 応募総数 | 賞         | 受賞者     | 受賞作                                                                     |
| ------------------ | -------- | ---------- | ---------- | -------------------------------------------------------------------------- |
| 第59回（2016年度） | 214編    | 当選作なし | 当選作なし | 当選作なし                                                                 |
| 第59回（2016年度） | 214編    | 優秀作     | 荒木優太   | 「反偶然の共生空間 ――愛と正義のジョン・ロールズ」                          |
| 第59回（2016年度） | 214編    | 優秀作     | 高原到     | 「ケセルの想像力」                                                         |
| 第60回（2017年度） | 179編    | 当選作なし | 当選作なし | 当選作なし                                                                 |
| 第60回（2017年度） | 179編    | 優秀作     | 川口好美   | 「不幸と共存――シモーヌ・ヴェイユ試論」                                     |
| 第60回（2017年度） | 179編    | 優秀作     | 宮澤隆義   | 「新たな「方法序説」へ――大江健三郎をめぐって」                             |
| 第61回（2018年度） | 185編    | 当選作     | 石橋正孝   | 「なぜシャーロック・ホームズは「永遠」なのか──コンテンツツーリズム論序説」 |
| 第62回（2019年度） | 193編    | 当選作     | 長﨑健吾   | 「故郷と未来」                                                             |
| 第63回（2020年度） | 201編    | 当選作なし | 当選作なし | 当選作なし                                                                 |
| 第64回（2021年度） | 205編    | 当選作なし | 当選作なし | 当選作なし                                                                 |
| 第64回（2021年度） | 205編    | 優秀作     | 内山葉杜   | 「事後と渦中 : 武田泰淳論」                                                |
| 第65回（2022年度） | 152編    | 当選作     | 渡辺健一郎 | 「演劇教育の時代」                                                         |
| 第65回（2022年度） | 152編    | 優秀作     | 小峰ひずみ | 「平成転向論 鷲田清一をめぐって」                                          |

第65回をもって休止となった。

## 選考委員
- 第1回から第10回 - 伊藤整（第4回欠席）、大岡昇平、中村光夫、平野謙
- 第11回から第15回 - 江藤淳、大江健三郎、野間宏、安岡章太郎
- 第16回から第20回 - 井上光晴、遠藤周作、小島信夫、埴谷雄高、福永武彦
- 第21回から第23回 - 佐々木基一、佐多稲子、島尾敏雄、丸谷才一、吉行淳之介
- 第24回から第26回 - 川村二郎、木下順二、瀬戸内晴美、田久保英夫、藤枝静男
- 第27回 - 秋山駿、遠藤周作、河野多恵子、日野啓三（欠席）
- 第28回から第29回 - 秋山駿、遠藤周作、河野多恵子、日野啓三、三浦哲郎
- 第30回から第32回 - 青野聰、柄谷行人、黒井千次、津島佑子、富岡多恵子
- 第33回から第34回 - 柄谷行人、田久保英夫、津島佑子、三木卓、李恢成
- 第35回から第37回 - 柄谷行人、後藤明生、田久保英夫、三木卓（第37回欠席）、李恢成
- 第38回から第42回 - 柄谷行人、後藤明生、高橋源一郎、中沢けい、李恢成
- 第43回から第46回 - 加藤典洋、川村湊、笙野頼子、高橋源一郎、藤沢周
- 第47回から第51回 - 加藤典洋、多和田葉子、藤野千夜、堀江敏幸、松浦寿輝
- 第52回から第54回 - 伊藤たかみ、絲山秋子、田中和生、長嶋有、松浦寿輝
- 第55回 - 阿部和重、安藤礼二、絲山秋子、奥泉光、松浦寿輝
- 第56回から第57回 - 青山七恵、阿部和重、安藤礼二、奥泉光、辻原登
- 第58回から第61回 - 青山七恵、高橋源一郎、多和田葉子、辻原登、野崎歓
- 第62回から第63回 - 柴崎友香、高橋源一郎、多和田葉子、野崎歓、松浦理英子
- 第64回から第67回 - 柴崎友香、島田雅彦、古川日出男、町田康、松浦理英子
- 第68回から - 朝吹真理子、島田雅彦、藤野可織、古川日出男、町田康

## 選考委員（群像新人評論賞）
- 第59回から第62回 - 大澤真幸、熊野純彦、鷲田清一
- 第63回から - 東浩紀、大澤真幸、山城むつみ